# Ovidio Bompressi
Ovidio Bompressi (Massa, 16 gennaio 1947) è un attivista italiano, ex militante di Lotta Continua, condannato con sentenza definitiva passata in giudicato a 22 anni per l'omicidio materiale del commissario Calabresi; fu in seguito graziato per gravi motivi di salute, il 31 maggio 2006, dal Presidente della Repubblica Giorgio Napolitano per iniziativa del precedente Capo di Stato Carlo Azeglio Ciampi.
Negli anni della guerra in Bosnia (1992-1995) fu anche autista di furgone per organizzazioni umanitarie nel paese balcanico.

## La vicenda Calabresi
Militante di Lotta Continua, nel 1988 fu accusato da Leonardo Marino di aver assassinato sedici anni prima il commissario di Polizia Luigi Calabresi nell'agguato del 17 maggio 1972 a Milano.
Nel suo atto di accusa/autoaccusa Marino indicò se stesso come autista dell'auto utilizzata per l'agguato e la fuga, Bompressi come esecutore materiale e Adriano Sofri e Giorgio Pietrostefani quali mandanti. Nel 1999 emerse la presenza di un possibile alibi per Bompressi, che secondo un vigile urbano sarebbe stato in un bar di Massa con altri militanti di LC nel momento in cui si diffuse la notizia dell'uccisione di Calabresi, accolta con esultanza dagli extraparlamentari, quindi troppo lontano dal luogo del crimine in troppo poco tempo, ma i giudici non lo accettarono ritenendo compatibili gli orari.
I processi, tra appelli, revisioni ed annullamenti, si sono susseguiti tra il 1988 ed il 2000 terminando definitivamente con la pena di 11 anni per Leonardo Marino (pena per la quale era intanto intervenuta la prescrizione), e 22 anni per Bompressi, Sofri e Pietrostefani. Sofri scontò la pena sotto vari regimi di detenzione (causa problemi di salute che lo colpirono nel 2005), fino all'estinzione della stessa nel 2012, dopo essere stato arrestato nel 1997 assieme a Bompressi e Pietrostefani (fuggito nel 2000 in Francia, dopo la temporanea scarcerazione).

## Il carcere e la grazia
Bompressi trascorse in carcere alcuni mesi nel 1988, nel 2000 e nel 2002 e il periodo 1997-98, scontando la maggioranza della pena (1998-2000; 2000-2002; 2002-06) in detenzione domiciliare e in differimento pena, in quanto sofferente, causa stress psicofisico, dalla metà degli anni '90 di gravi problemi di salute (depressione e conseguente anoressia originata dal non riuscire più ad alimentarsi correttamente, problemi accentuati dallo sciopero della fame intrapreso in alcune occasioni per protesta assieme a Sofri e Pietrostefani) incompatibili col regime carcerario. Bompressi trascorse pochi mesi in carcere, dove perse molti chili e rischiò la vita.
Alla fine di un lunghissimo iter giudiziario, di molte polemiche e di una breve latitanza, il tribunale di sorveglianza gli concedette i domiciliari, dopo l'arresto del 24 gennaio del 1997, in seguito la sentenza definitiva della Cassazione.
Dopo un anno, esattamente il 20 aprile 1998, Bompressi era però stato liberato per l'aggravarsi delle condizioni psicofisiche, per "gravissimi motivi di salute", come si leggeva nel decreto del magistrato di sorveglianza.
Quando scaddero i termini di sospensione della pena, i giudici di Genova, prima di prendere una decisione definitiva, disposero una perizia. I medici decisero che Bompressi non poteva tornare in carcere, avendo perso 13 kg in un anno. Arrivò a pesare 66 kg per 1,90 m, e dovette essere alimentato con flebo e spostarsi in sedia a rotelle. Nonostante il parere negativo, il tribunale respinse l'istanza di sospensione, in contemporanea al rigetto - ed alla temporanea scarcerazione degli imputati - dell'istanza di revisione del processo il 24 gennaio da parte della Corte d'appello di Venezia; Bompressi si rende latitante per due mesi, ma il 7 marzo del 2000 si costituisce al carcere di Pisa.
Il 27 marzo il magistrato di sorveglianza dispone nuovamente la scarcerazione per motivi di salute, poi confermata dal Tribunale di Sorveglianza di Firenze, per la durata di un anno. In questi pochi giorni di carcere lo stato di salute si aggrava e perde altri otto chili.
L'avvocato di Bompressi, Ezio Menzione, presentò allora una perizia medica in cui si affermava che Bompressi rischiava nuovamente la depressione e l'anoressia. I giudici genovesi commissionarono una nuova perizia ai medici Marcello Canale, Francesco Indiveri e Giovan Battista Traverso, che non esclusero il rischio di una ricaduta. Le perizie furono discusse il 22 gennaio 2002. Sette giorni dopo il tribunale di sorveglianza respinse l'istanza per la sospensione della pena e il giorno dopo Bompressi venne arrestato. In carcere, le sue condizioni di salute peggiorarono ulteriormente (tanto da impedirgli nuovamente temporaneamente di camminare autonomamente e comportando difficoltà di parola per la debolezza); fu ricoverato in infermeria e il 21 febbraio 2002 la pena venne nuovamente sospesa, dopo che Bompressi subì tre ischemie cardiache in poco tempo e fu dichiarato dal medico a rischio di collasso cardiocircolatorio.
Il 23 maggio 2003 la decisione del Tribunale di sorveglianza di Genova concesse a Bompressi la detenzione domiciliare nella sua abitazione di Massa, dove poteva ricevere cure adeguate dalla famiglia. Le sue condizioni migliorarono lentamente.
Nel 2005 si aggiungono sei mesi alla pena per violazione degli arresti domiciliari, essendosi brevemente recato nell'orto del suo vicino. Dal 2000 in poi e fino al 2006, ci furono varie richieste di grazia, da parte dei familiari di Bompressi e da lui stesso, che furono ostacolate prima dalla brevità della pena scontata (al netto delle sospensioni e degli sconti, la sua pena sarebbe terminata nel 2012, come accaduto a Sofri anche lui posto ai domiciliari per problemi di salute) e successivamente dall'opposizione all'idea di clemenza, vista la gravità del reato, del Ministro della Giustizia Roberto Castelli il quale, rifiutando di inoltrare e di controfirmare il provvedimento di grazia, causò un ricorso del Capo dello Stato Carlo Azeglio Ciampi davanti alla Corte Costituzionale; la successiva sentenza 200/2006 fu però sfavorevole al Ministro della Giustizia, affermando che il capo dello Stato ha il potere di concedere la grazia motu proprio e il Guardasigilli ha l'obbligo di avviare l'iter burocratico e controfirmare il documento presidenziale come atto dovuto. Si arrivò così al provvedimento di clemenza che estinse la pena, firmato da Giorgio Napolitano il 31 maggio 2006, per motivi umanitari (fu il primo atto firmato dal Presidente). Il nuovo Ministro della Giustizia Clemente Mastella (che era comunque favorevole) controfirmò e Bompressi ottenne la libertà.

## Altri procedimenti
Nel 2017 Bompressi è stato accusato di lesioni personali da un suo vicino di casa, fatto avvenuto nel 2014 durante una lite condominiale in cui avrebbe sferrato un pugno in volto all'uomo al culmine del litigio, e rinviato a giudizio. Il 30 maggio 2017 ha patteggiato una pena di tre mesi di reclusione da scontare con servizi sociali.